# Lestes dichrostigma
Lestes dichrostigma är en trollsländeart som beskrevs av Philip Powell Calvert 1909. Lestes dichrostigma ingår i släktet Lestes och familjen glansflicksländor. IUCN kategoriserar arten globalt som livskraftig. Inga underarter finns listade i Catalogue of Life.